# Saint-Alban, Haute-Garonne

Saint-Alban este o comună în departamentul Haute-Garonne din sudul Franței. În 2009 avea o populație de 5.690 de locuitori.

## Evoluția populației
| An        | 1975  | 1982  | 1990  | 1999  | 2006  | 2009  |
| --------- | ----- | ----- | ----- | ----- | ----- | ----- |
| Populație | 2.258 | 2.792 | 4.417 | 5.186 | 5.432 | 5.690 |